# Regidor (Bolívar)
Regidor es un municipio de Colombia, situado al sur del departamento de Bolívar, en el norte del país, a aproximadamente 420 km de la capital departamental, Cartagena de Indias. Ubicado en la margen izquierda del río Magdalena y parte de su territorio cruza el Brazo de Papayal.
El municipio se caracteriza por ser la principal conexión entre el sur del departamento de Bolívar y el departamento del Cesar (Colombia). Los viajeros de esta región de Bolívar deben cruzar el Río Magdalena especialmente hacia el Municipio La Gloria (Cesar), llegar a esta población y así poner tomar la carretera Ruta del Sol (Colombia) ubicada en el Corregimiento La Mata.

## División Político-Administrativa
Además de su Cabecera municipal. Regidor tiene bajo su jurisdicción los siguientes Centros poblados:
- Los Caimanes
- Piñal
- San Antonio
- San Cayetano
- Santa Lucía
- Santa Teresa

## Historia
Regidor, hasta el 1996 perteneció al Municipio de Rioviejo. Fue elevado a la categoría de municipio mediante la Ordenanza 72 de 1996. Según la tradición, los primeros pobladores del territorio fueron indios Caribes que bajaban de la cordillera central para pescar o cazar. Con el paso del tiempo nació el pueblo de Villa Elvira, que desapareció debido a los cambios en el cauce del río, por lo que sus habitantes se trasladaran al sitio que actualmente ocupa. Inicialmente tuvo el nombre de San Juan. A partir de 1860 aparece bajo la jurisdicción del Distrito de Morales en el Departamento de Mompox.
Fue elevado a la categoría de municipio, mediante la Ordenanza n.º 40 del 30 de noviembre de 1995.

## Geografía
Se ha definido como Magdalena Medio el territorio ubicado entre el municipio de Puerto Nare en Antioquia y el municipio de Regidor en el Bolívar. Con una extensión de 30.177 km2, equivalente al 2.64% del área total del país, comprende parte de los departamentos de Antioquia, Bolívar, Santander y El Cesar, dentro de las siguientes coordinadas geográficas:
Latitud Norte: 6º 08" y 8º 22"
Longitud Oeste: 73º 02" y 75º 00"
Límites del municipio:
Al Norte con el municipio de El Peñón, al Sur con el municipio de Río Viejo, al Este con el Departamento del Cesar, Río Magdalena de por medio y al Oeste con el municipio de San Martín de Loba, tiene una topografía plana cubierta por pastizales
Extensión total: 396 km2
Extensión área urbana: 318 km2
Extensión área rural: 318 km2
Altitud de la cabecera municipal (metros sobre el nivel del mar): 38 m s. n. m.
Temperatura media: 26 °C / 28 °C
Distancia de referencia: 420 kilómetros –aproximadamente-.a la Capital del departamento

## Economía
La actividad agrícola se constituye en la principal actividad económica que genera la mayor parte de los ingresos de la población del municipio, los principales productos son: sorgo, maíz, plátano y yuca. La explotación pecuaria en el municipio es la segunda fuente de ingresos, se basa principalmente en la explotación vacuna de doble propósito, extensiva, no tecnificada, y en menor proporción la cría de aves de corral, ganado porcino, equinos
La pesca es artesanal, con métodos rutinarios, ocasionando graves problemas al ecosistema, las principales especies extraídas son: Bocachico, Mojarra, Barbul y
Moncholo
También es unos de los principales municipios del sur del departamento en agroindustrias y transportes tanto fluvial y terrestres.
el municipio se caracteriza por tener diferentes empresas en el aérea de producción de aceite de palma y sus derivados 

## Límites
|                           | Norte: El Peñón |                 |
| Oeste: San Martin de Loba |                 | Este: La Gloria |
|                           | Sur: Rioviejo   |                 |

## Estructura organizacional municipal
| Regidor      | Regidor     | Regidor                    |
| Departamento | Código DANE | Categoría municipal (2023) |
| ------------ | ----------- | -------------------------- |
| Bolívar      | 13580       | Sexta                      |

- Personería: Es un centro del Ministerio Público de Colombia que ejerce, vigila y hace control sobre la gestión de las alcaldías y entes descentralizados; velan por la promoción y protección de los derechos humanos; vigilan el debido proceso, la conservación del medio ambiente, el patrimonio público y la prestación eficiente de los servicios públicos, garantizando a la ciudadanía la defensa de sus derechos e intereses.

- Concejo Municipal: Es la suprema autoridad política del municipio. En materia administrativa sus atribuciones son de carácter normativo. También le corresponde vigilar y hacer control político a la administración municipal. Se regulan por los reglamentos internos de la corporación en el marco de la Constitución Política Colombiana (artículo 313) y las leyes, en especial la Ley 136 de 1994 y la Ley 1551 de 2012.

Constituido por 9 concejales por un periodo de 4 años.
- Alcaldía Municipal: En esta se encuentra la administración municipal y las entidades descentralizadas del municipio.

El Alcalde se pronuncia mediante decretos y se desempeña como representante legal, judicial y extrajudicial del municipio. El actual Alcalde municipal es Carlos Barros Quiñones (2024-2027), elegido por voto popular.
- JAL.

## Servicios públicos
- Energía Eléctrica: Afinia, del grupo EPM, es la empresa prestadora del servicio de energía eléctrica.
- Gas Natural: Surtigas es la empresa distribuidora y comercializadora de gas natural en el municipio.